# 3.º distrito congresional de Illinois
El 3.º distrito congresional es un distrito congresional que elige a un Representante para la Cámara de Representantes de los Estados Unidos por el estado de Illinois.  Según la Oficina del Censo, en 2011 el distrito tenía una población de 657 927 habitantes. Actualmente el distrito está representado por el Demócrata Dan Lipinski.

## Geografía
El 3.º distrito congresional se encuentra ubicado en las coordenadas 41°40′44″N 87°53′31″O / 41.67889, -87.89194.

## Demografía
Según la Oficina del Censo de los Estados Unidos, en 2011 había 657 927 personas residiendo en el 3.º distrito congresional. De los 657 927 habitantes, el distrito estaba compuesto por 473 621 (72%) blancos; de esos, 463 779 (70.5%) eran blancos no latinos o hispanos. Además 44 208 (6.7%) eran afroamericanos o negros, 2 017 (0.3%) eran nativos de Alaska o amerindios, 23 193 (3.5%) eran asiáticos, 191 (0%) eran nativos de Hawái o isleños del Pacífico, 113 071 (17.2%) eran de otras razas y 11 468 (1.7%) pertenecían a dos o más razas. Del total de la población 220 700 (33.5%) eran hispanos o latinos de cualquier raza; 193 909 (29.5%) eran de ascendencia mexicana, 11 859 (1.8%) puertorriqueña y 1 223 (0.2%) cubana. Además del inglés, 4 069 (27.4%) personas mayor a cinco años de edad hablaban español perfectamente.
El número total de hogares en el distrito era de 229 443, y el 69.4% eran familias en la cual el 33.7 tenían menores de 18 años de edad viviendo con ellos. De todas las familias viviendo en el distrito, solamente el 49.8% eran matrimonios. Del total de hogares en el distrito, el 5.3 eran parejas que no estaban casadas, mientras que el 0.3% eran parejas del mismo sexo. El promedio de personas por hogar era de 2.85. 
En 2011 los ingresos medios por hogar en el distrito congresional eran de US$52 730, y los ingresos medios por familia eran de US$76 360. Los hogares que no formaban una familia tenían unos ingresos de US$68 751. El salario promedio de tiempo completo para los hombres era de US$46 305 frente a los US$39 615 para las mujeres. La renta per cápita para el distrito era de US$24 231. Alrededor del 11.4% de la población estaban por debajo del umbral de pobreza.